# Weng im Innkreis
Weng im Innkreis é um município da Áustria localizado no distrito de Braunau am Inn, no estado de Alta Áustria.